# Carmen
|  | Aquest article tracta sobre l'obra de Georges Bizet; per d'altres significats, vegeu l'article Carmen (desambiguació). |

Carmen és una òpera en quatre actes de Georges Bizet, composta el 1875, sobre un llibret d'Henri Meilhac i Ludovic Halévy, basada en la novel·la Carmen, de Prosper Mérimée. Es va estrenar el 3 de març de 1875 a l'Opéra-Comique de París.
És l'obra mestra del compositor. La història es desenvolupa a l'Andalusia del 1820. Els protagonistes principals són la gitana Carmen, el seu gelós amant Don José, la pagesa Micaela i el torero Escamillo. Descriu la gelosia de Don José envers Carmen.
D'entre totes les versions discogràfiques de l'òpera, destaca la de Teresa Berganza, Plácido Domingo, Ileana Cotrubas i Sherrill Milnes, dirigida per Claudio Abbado.

## Història
Du Locle, el director artístic de l'Opéra-Comique va fer l'encàrrec a Bizet de compondre una òpera basada en la novel·la de Mérimée a principis de 1873. Aquesta havia de ser estrenada a finals d'aquest any. Però les dificultats en trobar una protagonista van retardar l'inici dels assaigs fins a l'agost de 1874. Bizet va comprar una casa a Bougival, vora el riu Sena, on va finalitzar la partitura per a piano l'estiu de 1874, i va orquestrar-la en dos mesos més.
La dificultat per trobar una protagonista va ser deguda a l'escàndol que va esclatar en ser publicat el llibret. La comunitat artística gairebé al complet va condemnar la història, denunciant a seua "immoralitat". L'escàndol va provocar que almenys una cantant de prestigi (no es va declarar qui) rebutjara el paper. No obstant això, finalment la famosa mezzosoprano Galli-Marié hi va acceptar al desembre sense haver vist la partitura.
Durant els assajos, De Leuven, ajudant de Du Locle, va manifestar el seu descontentament amb l'argument de l'òpera, i va pressionar Bizet i els llibretistes perquè alteraren el tràgic final. De Leuven creia que les famílies renunciarien a assistir a una òpera tan disbauxada. L'Opéra-Comique tenia la reputació de ser un teatre familiar, en la qual es donaven espectacles de caràcter senzill. Els llibretistes van acceptar a canviar el final, però Bizet s'hi va negar, el que va desencadenar a principis de 1874 la dimissió de De Leuven al front de la producció.
Els assajos generals van començar finalment a l'octubre, i van continuar durant l'insòlit període de cinc mesos. L'orquestra de l'Opéra-Comique va declarar que la partitura era impossible d'interpretar, i el repartiment es va mostrar incapaç de seguir les indicacions de Bizet. Però, l'oposició principal va venir de Du Locle, qui estimava personalment a Bizet, però alhora odiava la seua nova òpera. A més, la Comique es trobava amb problemes financers, i això va fer creure a Du Locle que la nova òpera podia provocar la fallida definitiva d'una companyia que no havia aconseguit un vertader èxit des del Faust de Charles Gounod (1859).
Els llibretistes, per als quals Carmen era merament una obra col·lateral, van intentar convèncer secretament als cantants de sobre-dramatitzar per a disminuir l'impacte de l'obra. No obstant això, per a satisfacció de Bizet, els assajos finals van semblar convèncer la majoria de la companyia del geni de l'òpera.

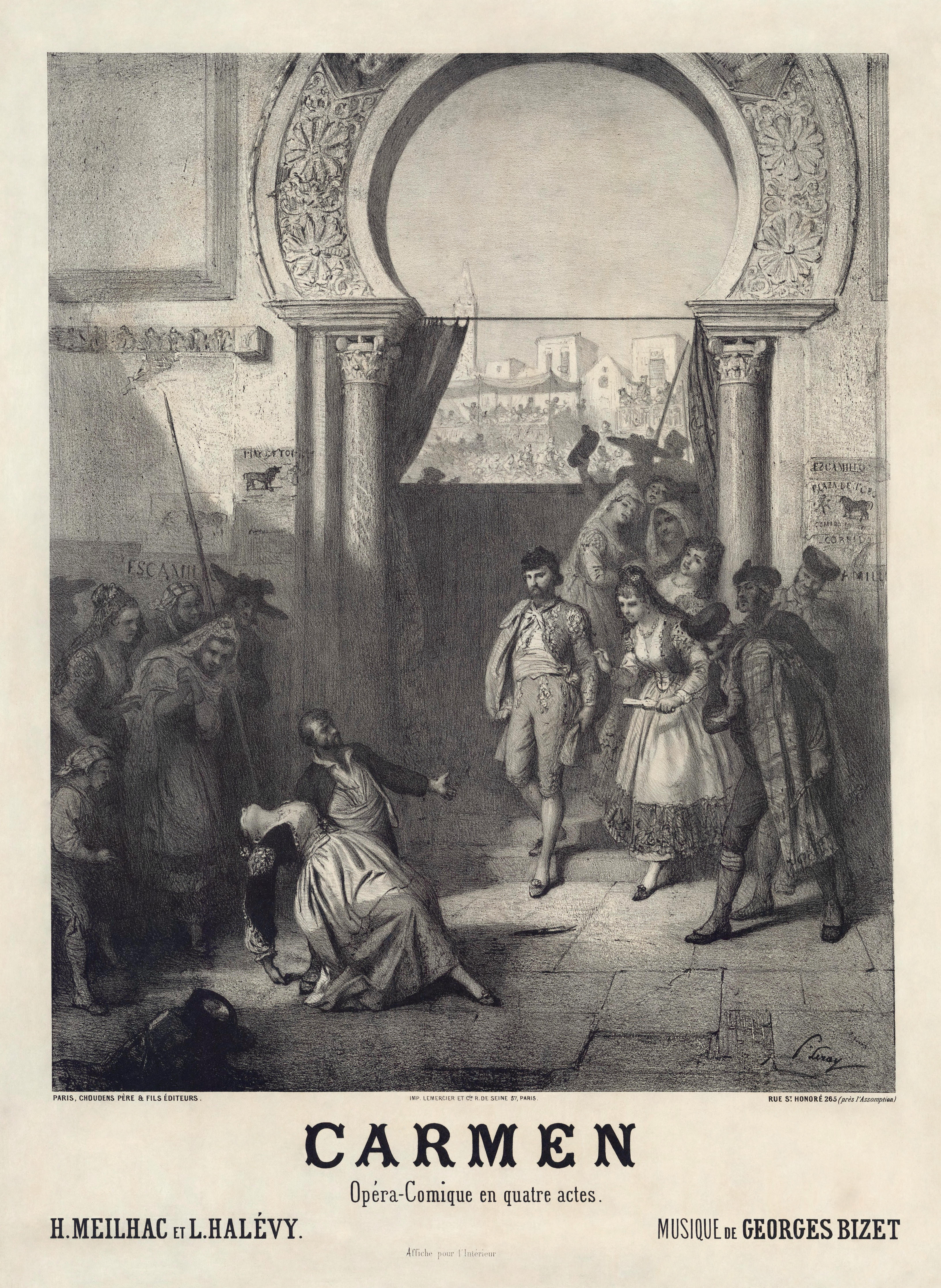
Cartell de l'estrena de Carmen, any 1875

L'estrena va tenir lloc el 3 de març de 1875, el mateix dia que Bizet va ser guardonat amb la Legió d'Honor. Els quatre papers principals van ser:
- Galli-Marié com Carmen
- Lhérie com Don José
- Bouhy com Escamillo
- Mlle. Chapay com Micaëla

Segons el diari de Halévy, l'estrena no va anar massa bé. L'Acte I va ser rebut càlidament i l'entreacte a l'Acte II va rebre aplaudiments. Però amb l'excepció de l'ària de Micaela en l'Acte III, els Actes II, III i IV van ser saludats amb un silenci indiferent. Els crítics van ser devastadors, manifestant que el llibret era inadequat per a l'Opéra-Comique. Bizet tampoc se'n va salvar de la crítica, condemnat per haver seguit suposadament els postulats de Wagner, donant més importància a l'orquestra que a les veus.
Malgrat tot, alguns pocs crítics, com el poeta Théodore de Banville, van saber percebre el caràcter innovador de l'òpera. Banville també va lloar els llibretistes per haver escrit uns personatges més realistes del que era habitual a l'Opéra-Comique.
No obstant això, les crítiques negatives van fer que el nombre de representacions no arribara més enllà de 48 el primer any. Cap a la fi de la seua programació a l'Opéra-Comique, la gerència venia les localitats a preu d'oferta, en un intent va d'aconseguir beneficis. Després, els artistes principals, particularment Galli-Marié, van tenir dificultats en trobar treball.
Bizet no va viure prou per a veure l'èxit de la seua òpera: va morir el 3 de juny, tot just després de la trentena representació. Al llarg del següent segle, Carmen va esdevenir un títol indispensable del repertori operístic. Tot i que el personatge principal va ser escrit per a mezzosoprano, moltes famoses sopranos han interpretat i enregistrat l'òpera, provocant un fals debat sobre el millor tipus de veu per al paper. La protagonista no només ha de posseir un gran rang vocal, capaç de freqüentar la secció greu, sinó que ha d'exhibir la suficient capacitat dramàtica per a compondre la complexa personalitat de Carmen, i a més ha de tenir dots per a la dansa.

## La partitura

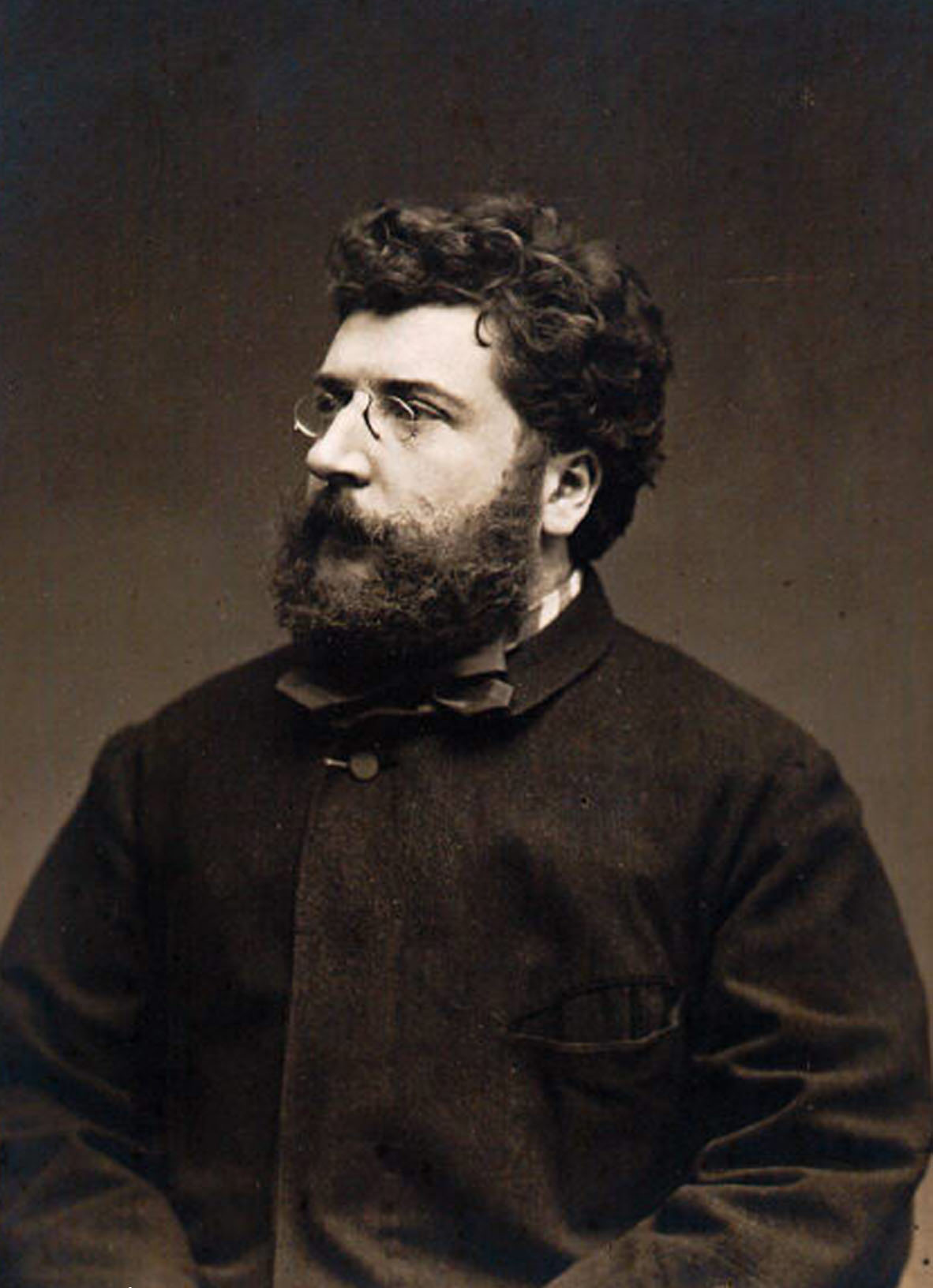
Georges Bizet

Després de la mort de Bizet, el seu amic i compositor Ernest Guiraud va reemplaçar els passatges parlats originals (característics de l'òpera-còmica) per recitatius. Aquesta revisió va poder contribuir a l'èxit de l'obra facilitant la seua difusió, especialment en alguns teatres estrangers en què no s'acostumava a alternar diàleg i música en una obra lírica, i al mateix temps va permetre que poguera representar-se en l'Òpera de París. No obstant això, aquesta adaptació ha estat qüestionada, sovint, pels musicòlegs més puristes. Avui en dia, es representen ambdues versions, tot i que l'original gaudeix d'una lleugera preferència.
En qualsevol cas, no hi ha dubte que aquesta òpera va gaudir, ràpidament, d'una gran popularitat que en cap moment ha quedat desmentida. És considerada com l'òpera francesa més representada en tot el món.
El seu èxit es pot deure, en part, la varietat del llibret: escenes tràgiques que contrasten amb altres passatges més lleugers, a vegades còmics (personatges com Frasquita, Mercedes, Dancaire o Remendado), equilibrats amb escenes d'algaravia amb cor i figurants, i altres més íntimes en les quals els solistes passen a primer pla. A més, la música de Bizet, expressiva, elegant i colorista, la seua orquestració, summament refinada, les seues melodies fàcils de memoritzar (per exemple, no cal ser un amant de la música clàssica o del bel canto, per a recordar-se'n del tema del preludi, l'Havanera, o el tema del torero) no són alienes a l'èxit aconseguit per aquesta òpera.

### Peces cèlebres
Entre les més cèlebres pàgines d'aquesta òpera cal esmentar:
- El preludi, una de les peces orquestrals més famoses de la història de l'Òpera.
- En el primer acte:
  - El cor d'infants: Avec la garde montante
  - El cor de les cigarrerres Dans l'air, nous suivons des yeux
  - L'Havanera (que serveix d'entrada al personatge de Carmen) l'amour est un oiseau rebelle
  - El duo entre Micaela i Don José: Parle-moi de ma mère
  - La seguidilla Près des remparts de Séville
- En el segon acte:
  - La cançó gitana Les tringles des sistres tintaient
  - Les cobles del torejador  Toreador, en garde (?·pàg.)
  - El quintet Nous avons en tête une affaire
  - L'ària de Don José: La fleur que tu m'avais jetée
- En el tercer acte:
  - El sextet amb cors Écoute, compagnon, écoute
  - El trio de les cartes (Carmen, Mercedes, Frasquita) Mélons, coupons
  - L'ària de Micaela Je dis que rien ne m'épouvante
- En el quart acte:
  - Cor de l'entrada d'Escamillo Le voici! Le voici la quardille!
  - El duo amb cor final C'est toi - C'est moi.

## Elements dramàtics
El llibret de Carmen fou tremendament innovador en la seua concepció dramàtica. Mentre que en l'òpera francesa de l'època els personatges eren unidimensionals, els dos protagonistes de Carmen es troben entre els més profunds de tota la literatura operística. L'evolució de Don José, des d'un fidel amant i soldat responsable a un lunàtic obsessiu està meravellosament retratada tant en la música com en el llibret. La música també assegura que Carmen no esdevinga una figura destructiva com ara Elektra o Lulu: ella no percaça els homes, són ells qui van darrere d'ella. El fet que Bizet evitara la tradicional imatge de la femme fatale operística, fa del personatge de Carmen un repte a l'hora de comprendre'l i interpretar-lo sobre l'escenari. Carmen és fatalista i hedonista, vivint completament el moment present. La seua bellesa atrapa els homes sense voler, i aquests, a causa d'una mal enfocada idea de l'amor, són arrossegats a la perdició. El personatge de Carmen troba la seua millor il·lustració en l'escena de les cartes, quan accepta la premonició de la mort com inevitable. José es troba sotmès als capricis de Carmen, desitjant la tranquil·litat a través de la fidelitat d'aquesta. La inconstància de Carmen és anarquia per a Don José.
La concepció del personatge de Carmen ha evolucionat amb la situació social de la dona en el pla sexual. De la tradicional concepció de la pecadora malvada que arrossega Don José a la tragèdia, a la visió més actual de la dona que reivindica la seua llibertat sexual en igualtat amb l'home. Don José, alhora, va ser vist inicialment com una víctima, que arraconada per les circumstàncies no té altra sortida que el delicte, mentre que actualment se sol donar preponderància al seu caràcter d'heroi dèbil, que davant d'una dona absolutament lliure, a la qual ni comprèn ni vol comprendre, reacciona amb un fútil acte de violència masclista. Aquesta possibilitat de diferents lectures, i l'adaptabilitat dels personatges a diferents interpretacions de la passió amorosa que protagonitzen, ha estat potser el factor determinant de la fascinació que el tema ha exercit sobre directors de teatre i de cinema.
Carmen i José protagonitzen tres duets, que palesen tres diferents etapes de la seua relació. El primer, en l'Acte I, és la seducció; el segon, en l'Acte II, el conflicte; i l'últim, en l'Acte IV, el tràgic desenllaç. Musicalment, els duets no segueixen la tradició dels duos amorosos de l'òpera francesa o italiana, on les dues veus esdevenen una; ben al contrari, mostren sempre la incompatibilitat de totes dues personalitats, i Carmen i Don José gairebé mai no canten plegats.
Els personatges secundaris, Micaela i Escamillo, no estan tan desenvolupats com els protagonistes, i són usats per a reflectir la personalitat dels dos personatges principals. Micaela representa el passat ingenu de Don José, mentre que Escamillo representa l'excitant futur de Carmen. El personatge de Micaela, inexistent en la novel·la de Merimée, va ser introduït com a contrapès de Carmen, però realment la seua importància en la trama és ben minsa, actuant com una simple missatgera de la mare, sense provocar cap sentiment en la resta dels personatges.

## Sinopsi

### Acte I

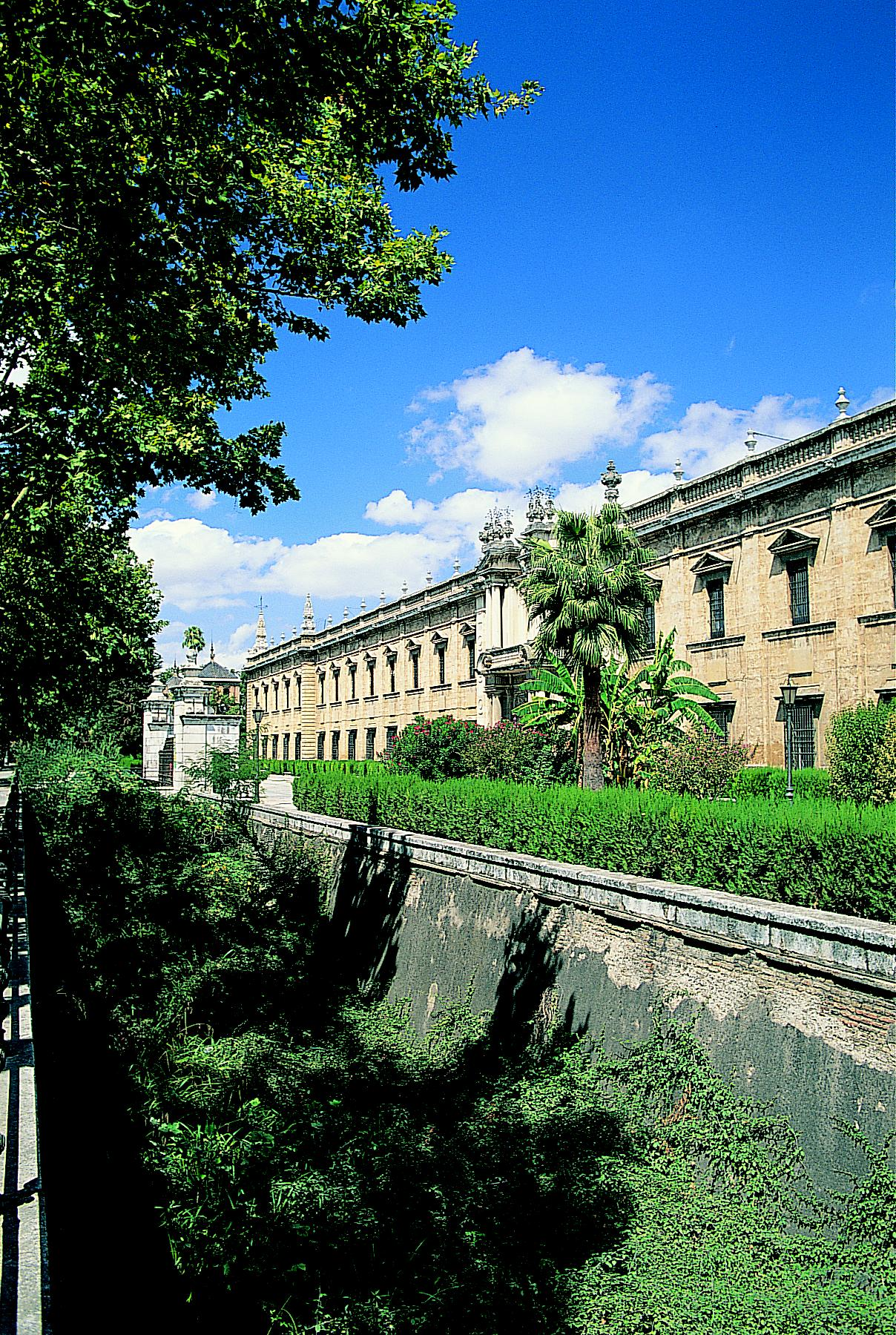
Façana de l'antiga Fàbrica de Tabacs de Sevilla

Una plaça a Sevilla, entre el quarter dels dragons d'Alcalá i una fàbrica de tabac.
Els soldats munten guàrdia. Llur brigadier, Morales, veu arribar una jove de cabells daurats: és Micaela, que busca el seu promès, el brigadier Don José. Amoïnada per les insistents galanteries dels soldats, la noia se'n va.
Se senten les trompetes de la guàrdia que s'acosta a fer el relleu, seguida per una petita colla d'infants que juguen imitant els soldats. Morales li anuncia a Don José que una «bella noia ha vingut preguntant per ell», i que hi tornarà...
El tinent Zúñiga, nou a la província, pregunta a Don José què en sap de l'edifici situat a l'altre costat de la plaça. Es tracta, respon el brigadier, d'una fàbrica de tabac, on només treballen dones. Són belles? —pregunta el tinent. Don José respon que ho ignora, perquè ell és navarrès, i «aquestes andaluses li fan por».
Sona la campana. És l'hora del descans per a les cigarreres de la fàbrica. Totes surten i fan un elogi del fum del tabac: «Dans l'air, nous suivons des yeux /la fumée /qui vers les cieux
monte, monte parfumée [...]»
Una operària, la més esperada de totes, no triga a aparèixer: és Carmen. Els homes joves, reunits, li pregunten quan serà el seu torn per a ser estimats per ella. Com a resposta, Carmen exposa la seua filosofia de l'amor, un xic pessimista, en la cèlebre havanera, en la qual Bizet va emprar una melodia de Sebastián Iradier:
| «L'amour est un oiseau rebelle que nul ne peut apprivoiser et c'est bien en vain qu'on l'appelle s'il lui convient de refuser [...] L'amour est enfant de Bohême Il n'a jamais jamais connu de loi Si tu ne m'aimes pas je t'aime si je t'aime prends garde à toi.» | «L'amor és un ocell silvestre que ningú no pot domesticar i és completament en va cridar-lo si li convé de refusar-hi [...] L'amor és un infant gitano que mai no ha conegut cap llei Si tu no m'estimes, jo t'estime Si jo t'estime, vés amb compte.» |

Mentre canta la seua cançó, Carmen es fixa en Don José, l'aborda i entaula amb ell una breu conversa de tall una mica irònica, després li llança una flor. «Quin afront», exclama el destinatari, però després de dubtar un poc, recull la flor i aspira la seva aroma, dient: «certament, si hi ha bruixes, aquesta dona n'és una».
Arriba Micaela i anuncia a Don José que ve de part de sa mare. Ella li envia una carta en què li aconsella casar-se amb... la portadora de la carta, perquè «no n'hi ha de més bona i gentil».
Es produeix un gran tumult a les portes de la fàbrica. Aviat se sap que Carmen, seguint el seu tarannà, s'ha burlat d'una operària, aquesta l'ha agredida, i Carmen li ha marcat el rostre amb un ganivet. Zúñiga interroga Carmen, però ella, per tota resposta, canta: «tra la la la la la la la». Zúñiga la fa arrestar. Don José serà l'encarregat de portar-la a la presó. Carmen comença a seduir al seu amable guardià, cantant una seguidilla amb la qual li transmet que actualment el seu cor està lliure. Finalment convenç al brigadier que la deixe fugir. Don José i Carmen fan un simulacre d'agressió, Don José s'hi deixa caure a terra i Carmen fuig.

### Acte II
Dos mesos més tard, uns oficials es troben a la taverna de Lillas Pastia, notori punt de reunió de contrabandistes. Carmen canta la «cançó gitana», acompanyada de dues altres gitanes: Mercedes i Frasquita.
Lillas Pastia anuncia que ha arribat l'hora de tancar, i Zúñiga li respon que no ignora els negocis que s'hi fan després de tancar. Després invita les gitanes al teatre, però aquestes hi refusen. També invita a Carmen, obtenint la mateixa resposta. Zúñiga li pregunta si encara està amoïnada amb ell per haver tractat d'enviar-la a la presó, i ella li respon que ni se'n recorda. Zúñiga li informa que el jove brigadier que la va deixar fugir ha estat degradat i arrestat, i que tot just acaba de complir el seu càstig. Se senten exclamacions que provenen de fora de la taverna: «Vivat le torero, Vivat Escamillo.» El cor lloa la valentia del torero Escamillo, el qual ha triomfat en les darreres corregudes de Granada. Morales el convida a entrar a la taverna. Només entrar, Escamillo s'adreça als oficials:
| «Votre toast, je peux vous le rendre Senors, senors, car avec les soldats oui les toreros peuvent s'entendre, pour plaisirs, ils ont les combats (…) Allons, en garde, allons, ah ! Toréador, en garde ! Toréador ! et songe bien, oui, et songe en combattant qu'un œil noir te regarde et que l'amour t'attend.» | «Els vostre brindis, us puc tornar Senyors, senyors, perquè amb els soldats els toreros poden entendre's, ambdós lluiten per plaer (…) Avant, en guàrdia, avant, ah ! Toreador, en guàrdia ! Toreador ! i sempre pensa, sí, pensa al torejar que uns ulls negres et guaiten i que l'amor t'espera |

Escamillo descobreix Carmen i intenta alternar amb ella, però ella el rebutja amb una certa coqueteria. Els contrabandistes, Dancaire i Remendado, intenten captar Carmen i les seues dues amigues per a una operació de desembarcament de mercaderies a la costa. Carmen no vol acompanyar-los. La raó? «Estic enamorada» De qui? Certament, diu Frasquita, d'aquell presoner a qui Carmen li va proporcionar una llima i una moneda d'or perquè poguera fugir, però que ell no en va voler fer servir. Don José, tot just sortit de la presó, fa la seua entrada. Carmen li pregunta per què no ha fet servir la llima. El brigadier respon que el seu honor de soldat li va impedir desertar, però amb tot proclama el seu amor per ella. La corneta sona, i Don José ha de tornar a la seua unitat, el que Carmen no accepta, tractant-lo amb menyspreu «Il court, il perd la tête; et voilà son amour.» Don Jósé protesta amb força, en la cèlebre ària de la flor «la fleur que tu m'avais jetée...» Carmen li demana que si vol donar proves d'un vertader amor per ella haurà de seguir-la en companyia dels contrabandistes «là-bas si tu m'aimais». Però per a Don José, això significa la vergonya i la infàmia de desertar, i per un moment decideix abandonar Carmen. Tot just en aquest moment arriba el capità Zúñiga, qui entra forçant la porta i qui, emparant-se en la seua graduació vol fer fora a Don José per alternar amb Carmen. Don José, enfurismat, treu la seua espasa. Els contrabandistes immobilitzen i desarmen Zúñiga i decideixen retenir-lo durant un temps.
«Ets ara dels nostres ?», pregunta Carmen a Don José, "qui lànguidament répond : «no m'hi queda altre remei»". Carmen, les gitanes i els contrabandistes prometen a Don José una vida plena de llibertat.

### Acte III

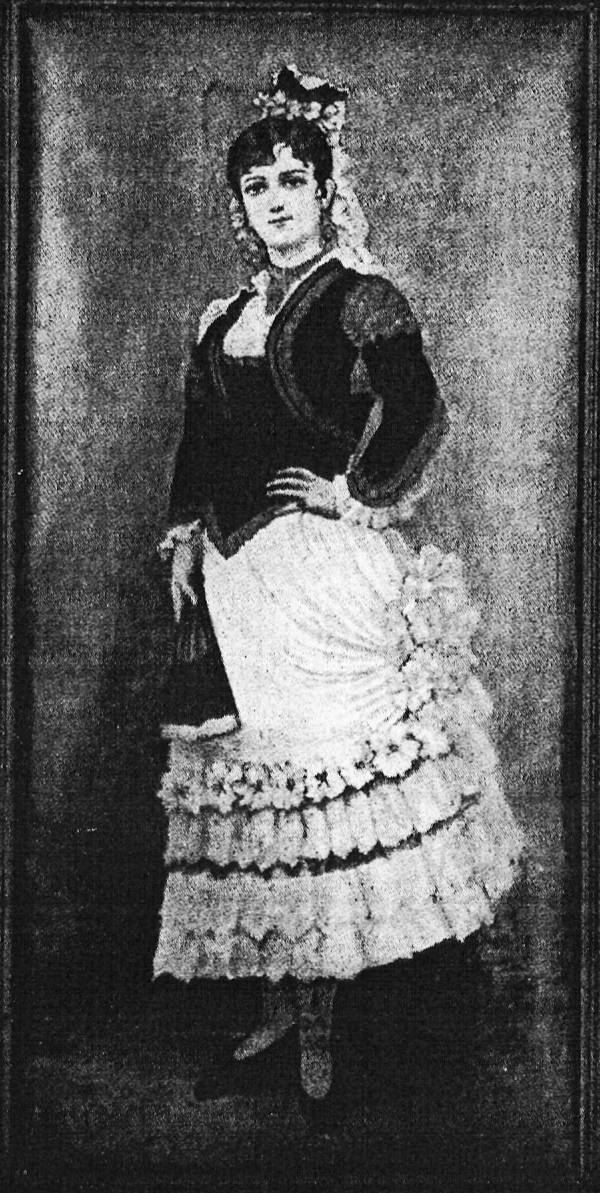
Galli-Marié com Carmen

Un indret pintoresc i salvatge en la muntanya, on hi ha el campament dels contrabandistes.
Els contrabandistes evoquen la grandesa del seu ofici, fan una aturada i discuteixen els detalls de l'operació. Carmen i Don José es barallen, ella diu que el seu amor ja no és com abans; Don José se'n recorda de la seua vella mare i Carmen li aconsella que se'n torne amb ella, perquè decididament ell no està fet per a aquesta mena de vida.
Frasquita i Mercédès llegeixen en les cartes un futur prometedor: amor, riquesa, joies. Carmen no veu més que la mort, sempre la mort, per a ella i per al seu amant. Una vegada en marxa, Carmen assegura que amb els seus encants podrà obtenir del duaner un tracte especial, el que provoca una violenta reacció de gelosia en Don José. Tots estan d'acord: «el contraban passarà»
amb l'ajut de les dones.
Acompanyada d'un guia, Micaela arriba al campament. Tot i intentar autoconvèncer-se que no té por, expressa el seu esglai en una cèlebre ària: «j'ai beau faire la vaillante, au fond du cœur, je meurs d'effroi.»
Don José, que fa guàrdia, dispara un tret a un desconegut, però falla. És Escamillo, qui explica a Don José la raó de la seua arribada: obtenir els favors d'una bella gitana anomenada Carmen, perquè segons li han dit ja no estima al soldat que va fer desertar: «Els amors de Carmen no duren més de sis mesos». Els dos homes no tarden a enfrontar-se en una lluita a ganivet. Escamillo rellisca i cau. Quan Don José està a punt de ferir-lo, entra Carmen i li ho impedeix. Escamillo, arrogant, invita a Carmen a les corregudes de Sevilla. Quan ha partit, Don José llança una advertència a Carmen: «vés amb compte, Carmen, estic fart de sofrir».
Els contrabandistes descobreixen Micaela, que ha vingut a buscar Don José. Sa mare, diu, està desesperada. Carmen anima Don José a anar-se'n, però la idea de deixar el camp lliure a un nou amant li és insuportable a Don José. Micaela anuncia, finalment: «Ta mare es mor, i no voldria morir sense haver-te perdonat.» En anar-se'n, Don José s'adreça a Carmen: «estigues contenta, me'n vaig, però ens tornarem a veure.»

### Acte IV
Una plaça a Sevilla, davant de la Plaça de Bous. Els venedors ambulants ofereixen llurs mercaderies: aigua, ventalls, taronges, vi, cigarretes, etc. El capità Zúñiga s'estranya de no veure la Carmencita. Frasquita li diu que no deu estar massa lluny, perquè mai se separa d'Escamillo. Frasquita tem que aparega Don José, diu que si estiguera en el lloc de Carmen no estaria tranquil·la del tot.
Es produeix l'espectacular entrada de la quadrilla dels toreros, que tanca Escamillo acompanyat per una radiant Carmen.
Frasquita i Mercedes supliquen a Carmen que no hi reste. Don José s'ha deixat veure per la rodalia. Ella respon: «no sóc una dona que tremole davant d'ell».
Apareix Don José i suplica a Carmen de començar una nova vida, proclamant el seu amor per ella. Carmen li replica: «Se ben bé que em mataràs, però viva o morta, no, no, no, mai no hi cediré […] Carmen no hi cedirà mai, va nàixer lliure i lliure morirà.»
De dins de la plaça arriben els crits de joia que saluden el triomf d'Escamillo. Per a posar fi a les súpliques d'Escamillo, Carmen li llança l'anell que ell li havia regalat, Don José l'apunyala de mort mentre se sent el cor a la plaça: «Toréador, en garde. Et songe bien, oui, songe en combattant qu'un œil noir te regarde et que l'amour t'attend.»

## L'estrena
Des de principi, Carmen era una obra molt complicada per a l'època, ja que la partitura era gegant. L'òpera es va estrenar a París, on l'estrena va ser un desastre, ja que no s'havia assajat prou. Bizet, frustrat, va morir d'un atac de cor plorant per l'òpera Carmen. No va ser fins després de la mort del compositor que l'òpera es va tornar a estrenar amb un gran èxit.
A Espanya, s'estrenà al Teatre Líric de Barcelona, el 2 d'agost de 1881.